# Jadwiga Chudzikowska
Jadwiga Chudzikowska (ur. 4 września 1915 we Lwowie, zm. 1995) – polska pisarka, eseistka, autorka utworów dla młodzieży.

## Życiorys
Ukończyła studia na Wydziale Humanistycznym (filologię polską i historię sztuki) Uniwersytetu Jana Kazimierza we Lwowie. Po przymusowym wysiedleniu ze Lwowa po II wojnie światowej, w latach 1946-1948 mieszkała we Wrocławiu. Od 1949 w Warszawie.

## Utwory
- Porwanie tureckiej galery oraz inne opowiadania (1962)
- Dziwne życie Sadyka Paszy. Opowieść o Michale Czajkowskim (1971)
- Generał Bem, seria Biografie Sławnych Ludzi (1990)

Wspólnie z Janem Jasterem
- Odkrywcy Kamerunu (1954)
- Ludzie wielkiej przygody (1955)
- Tajemnica świętego morza, czyli Benedykta Dybowskiego żywot nieurojony (1957)
- Na bezdrożach dalekiej północy. Opowieść o Aleksandrze Czekanowskim (1958)